# Coribanti

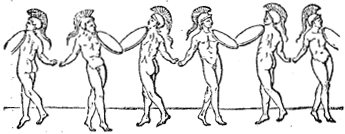
La danza dei Coribanti in un'illustrazione del Dizionario d'antichità greche e romane di William Smith

I coribanti (in greco antico: Κορύβαντες?, Korýbantes) erano i sacerdoti di Cibele, una divinità anatolica solitamente identificata con Rea.

## Genealogia
Diverse e contrastanti sono le tradizioni legate alle loro origini: le sei versioni più verosimili e accettate sono:
- figli di Saoco e della ninfa Combe;
- figli di Crono;
- figli di Helios e di Atena;
- figli di Zeus e della musa Calliope;
- figli di Apollo e della musa Talia;
- in alternativa, figli di Apollo e della ninfa Retia.

## Mitologia
Secondo la leggenda essi onoravano la loro divinità con danze sfrenate e orgiastiche, durante le quali spesso si autoinfliggevano delle ferite.
Suonando tamburi, cimbali e flauti creavano musica basata sul ritmo ossessivo per curare l'epilessia e per sconfiggere la malinconia di Zeus.
Inoltre onoravano il pino in onore di Attis (figlio della dea).
Furono spesso identificati con i Cureti e i Grandi Dei di Samotracia.

## Nomi e numero
I Coribanti erano solitamente sette. Nonno di Panopoli fornisce i loro nomi, che sono per questo autore gli stessi dei Cureti, ovvero Melisseo, Damneo, Ideo, Primneo, Mimante, Acmone, Ocitoo.